# Lithobius tuberculipes
Lithobius tuberculipes är en mångfotingart som först beskrevs av Folkmanová 1958.  Lithobius tuberculipes ingår i släktet Lithobius och familjen stenkrypare.
Artens utbredningsområde är Turkiet. Inga underarter finns listade i Catalogue of Life.